# Hovhannes Bachkov
Hovhannes Bachkov (Guiumri, 2 de dezembro de 1992) é um boxeador armênio, medalhista olímpico.

## Carreira
Garside conquistou a medalha de bronze nos Jogos Olímpicos de Verão de 2020 em Tóquio, após confronto na semifinal contra o estadunidense Keyshawn Davis na categoria peso leve.